# بركستون (تشيشير)
بركستون (بالإنجليزية: Broxton, Cheshire)‏ هي قرية وأبرشية مدنية تقع في المملكة المتحدة في إنجلترا. يقدر عدد سكانها بـ 390 نسمة .

## أعلام
- هاري أتكينسون